# Ophiomorus persicus
Ophiomorus persicus — вид сцинкоподібних ящірок родини сцинкових (Scincidae). Ендемік Ірану.

## Поширення і екологія
Ophiomorus persicus мешкають на західних схилах гір Загрос в Ірані. Вони живуть у полинових степах у перехідній зоні між схилами і конусами виносу.